# Henry Bryan Hall
Henry Bryan Hall (Londres, 11 de mayo de 1808 - Morrisania, Nueva York, 25 de abril de 1884), fue un grabador y pintor de retratos inglés. Fue aprendiz de los grabadores Benjamin Smith y Henry Meyer. Más tarde, trabajó para Henry Thomas Ryall, quien fue designado "Retratista y grabador histórico de Su Majestad, la Reina Victoria". Hall produjo láminas para los Eminentes Hombres Conservadores de Ryall (1837–38) y ayudó en el grabado de setenta retratos para el panel de Ryall de La Coronación de la Reina Victoria por George Hayter (1838–42). Hall también grabó retratos de mártires protestantes ingleses de C. Birch (1839) y proporcionó láminas para The Land of Burns de John Wilson y Robert Chambers (1840), Finden's Gallery of Beauty (1841), el libro de bocetos deportivos de John William Carleton ( 1842), y la Galería de grabados de las Escrituras de John Kitto (1846–49). 
Después de establecerse en Nueva York en 1850, fundó la firma HB Hall and Sons, que se convirtió en una empresa floreciente, grabando y publicando retratos. Produjo imágenes de celebridades de la historia colonial y revolucionaria de Estados Unidos para un club privado en Nueva York y para coleccionistas de Filadelfia. Los talentos de Hall se extendieron a la pintura de retratos, especialmente en trabajos de miniaturas de marfil. Pintó a Napoleón III cuando aún estaba en Londres y, después de mudarse a Estados Unidos, pintó retratos de los artistas Thomas Sully y Charles Loring Elliott. 

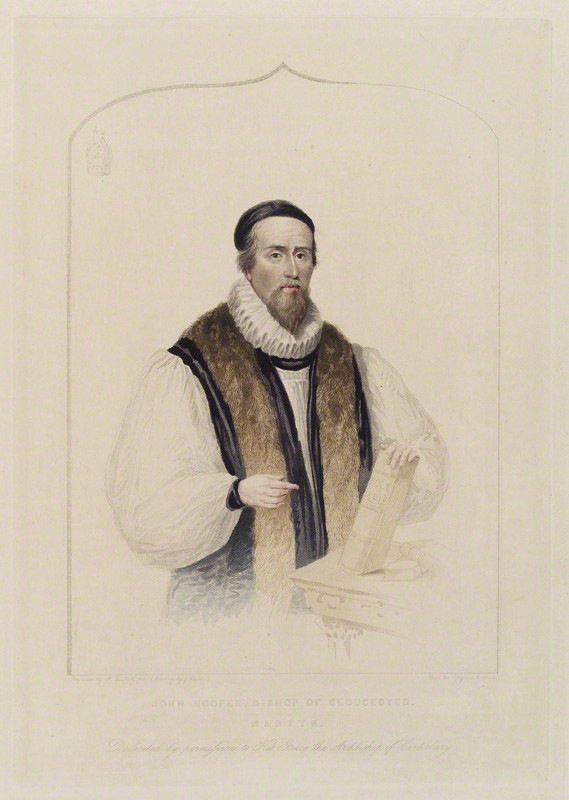
John Hooper por Henry Bryan Hall

Henry Bryan Hall y Mary A. Denison tuvieron cuatro hijos y cuatro hijas. Alfred, Alice, Charles y Henry se convirtieron en grabadores; de ellos, Henry Bryan Hall Jr. ( fl. 1855-1900) lucharon en la Guerra Civil Americana y gozaron de renombre por sus retratos grabados de sus principales figuras. La atribución de grabados que representan a las celebridades políticas y militares estadounidenses al padre o al hijo puede ser difícil.